# Cheng Jiao
Cheng Jiao (chinesisch 程姣, Pinyin Chéng Jiāo; * 16. Februar 1977) ist eine chinesische Badmintonspielerin.

## Karriere
Cheng Jiao verzeichnet nach einigen kleineren Erfolgen 1996 in den Jahren 2000 und besonders 2001 ihre größten Erfolge. So wurde sie bei den bedeutendsten Turnieren des Jahres 2001, den All England und der Weltmeisterschaft, jeweils Fünfte im Mixed mit Liu Yong. Im gleichen Jahr wurde sie zweifache Titelträgerin beim Malaysia Satellite und Zweite bei den Japan Open.

## Sportliche Erfolge
| Saison | Veranstaltung          | Disziplin   | Platz | Name                    |
| ------ | ---------------------- | ----------- | ----- | ----------------------- |
| 1996   | Hong Kong Open         | Damendoppel | 5     | Peng Jie / Cheng Jiao   |
| 1996   | Thailand Open          | Damendoppel | 5     | Peng Jie / Cheng Jiao   |
| 1996   | Thailand Open          | Dameneinzel | 5     | Cheng Jiao              |
| 2000   | Smiling Fish           | Mixed       | 5     | Chen Jibin / Cheng Jiao |
| 2001   | Malaysia International | Mixed       | 1     | Chen Jibin / Cheng Jiao |
| 2001   | Malaysia International | Damendoppel | 1     | Li Yujia / Cheng Jiao   |
| 2001   | All England            | Mixed       | 5     | Liu Yong / Cheng Jiao   |
| 2001   | Weltmeisterschaft      | Mixed       | 5     | Liu Yong / Cheng Jiao   |
| 2001   | Japan Open             | Mixed       | 2     | Liu Yong / Cheng Jiao   |
| 2001   | Indonesia Open         | Mixed       | 5     | Liu Yong / Cheng Jiao   |
| 2001   | China Open             | Mixed       | 5     | Chen Jibin / Cheng Jiao |